# Rodney Mall
Rodney Mall (* 29. Juli 1967 in Fontana) ist ein US-amerikanischer Unternehmer und ehemaliger Autorennfahrer.

## Karriere
Rodney Mall war langjähriger Miteigentümer und Vorstandsvorsitzender von K&N Engineering, einem der weltweit größten Produzenten von Luftfiltern. 2002 bestritt er eine komplette Saison in der Grand-Am Sports Car Series und beendete die Saison als Gesamtzweiter in der GTS-Klasse.
2002 ging er auch beim 24-Stunden-Rennen von Le Mans an den Start, fiel nach einem Defekt an der Benzinpumpe des von Konrad Motorsport gemeldeten Saleen S7R aber vorzeitig aus.

## Statistik

### Le-Mans-Ergebnisse
| Jahr | Team              | Fahrzeug   | Teamkollege | Teamkollege    | Platzierung | Ausfallgrund |
| ---- | ----------------- | ---------- | ----------- | -------------- | ----------- | ------------ |
| 2002 | Konrad Motorsport | Saleen S7R | Walter Brun | Charles Slater | Ausfall     | Benzinpumpe  |